# ZDF

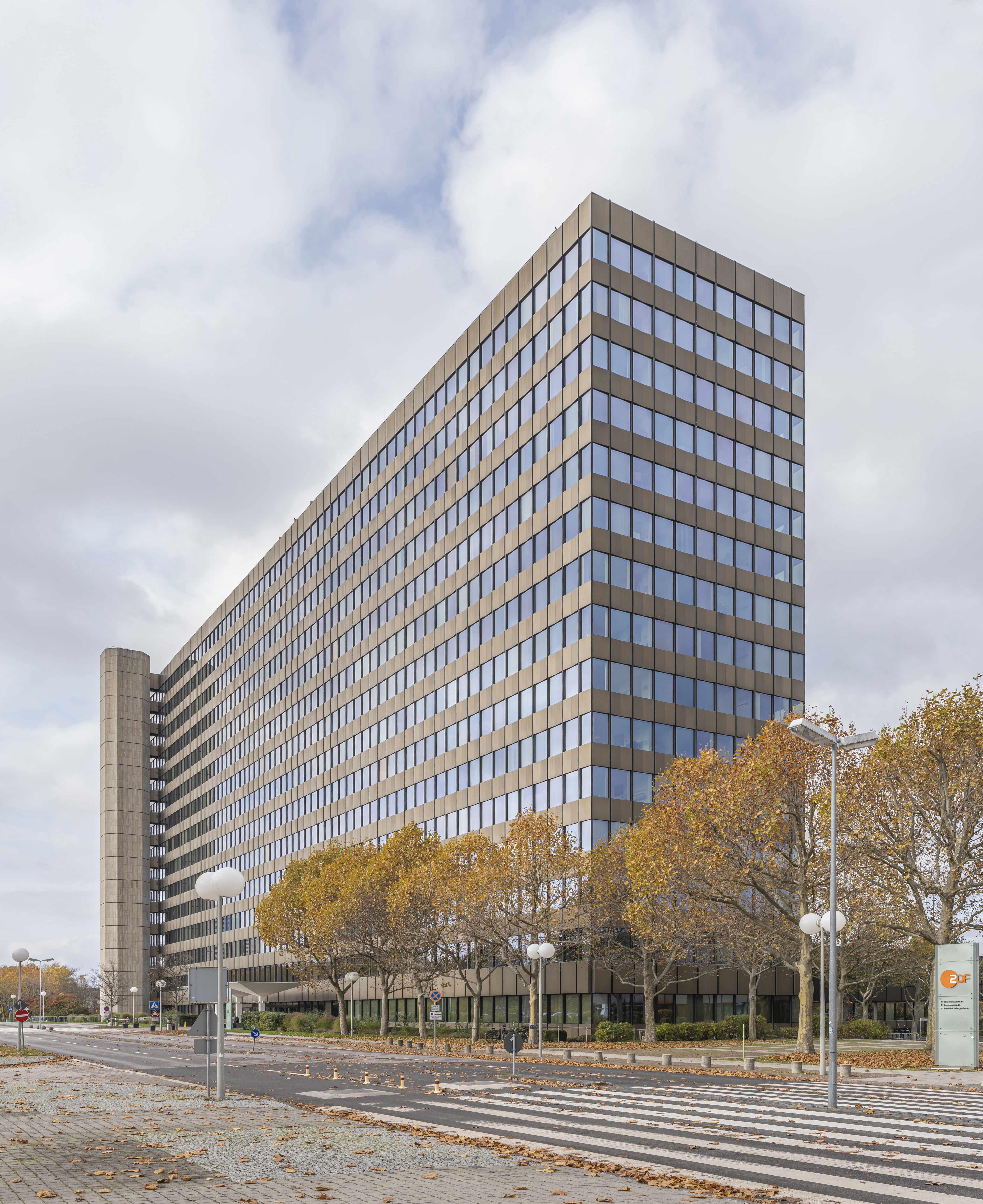
ZDF:s huvudkontor i Mainz.

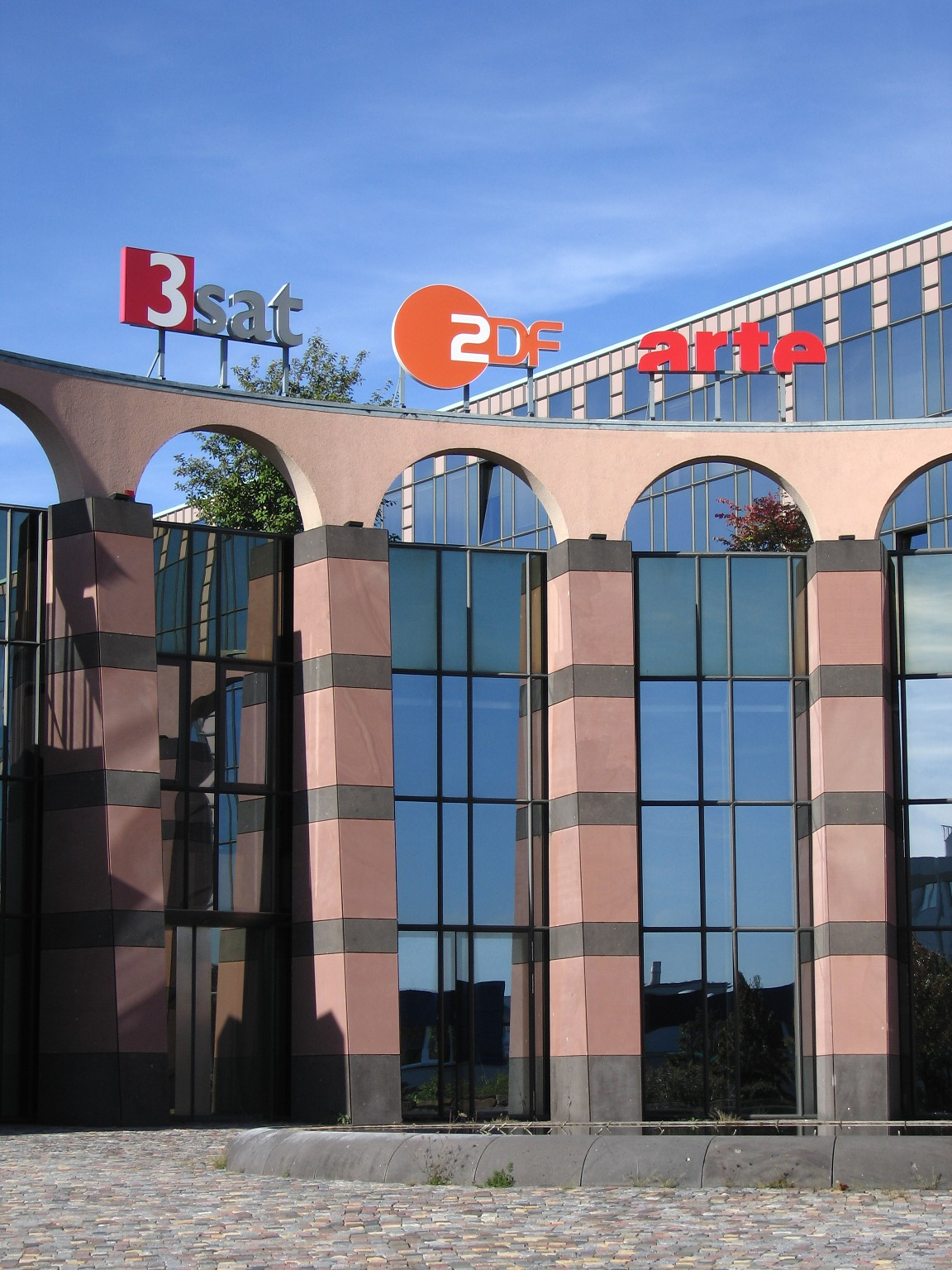
Sendezentrum 2 i Mainz.

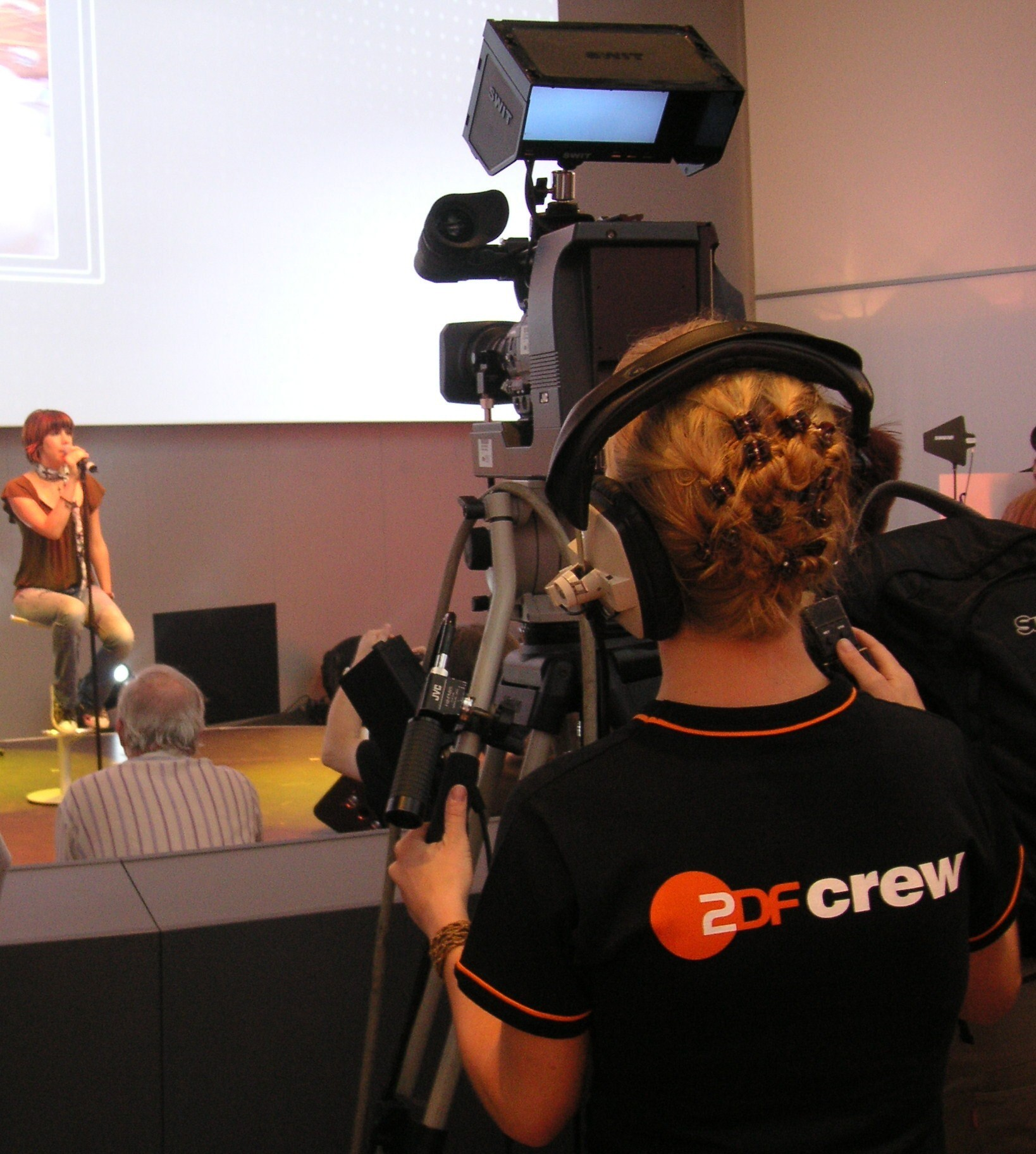
En studioinspelning för ZDF 2007.

ZDF, Zweites Deutsches Fernsehen, är ett offentligt tyskt TV-företag med huvudsäte i Mainz och förbundsländerna (delstaterna) som huvudman. ZDF startades som komplement till ARD, som Västtysklands andra (zweites) TV-kanalprojekt.
ZDF sänder i Tyskland förutom sin huvudkanal ett antal egna kanaler digitalt (bland andra 3sat, Phoenix och Arte) och som ombud några andra kanaler. I Sverige är ZDF:s huvudkanal bland annat tillgänglig via Com Hems kabel-TV-nät. Precis som de flesta andra tyska tv-kanalerna kan ZDF ses via satellit utan krav på abonnemang, istället kommer intäkterna från tv-licenser och reklam.

## Historia
1960 började planeringen av en andra TV-kanal av den tyska posten som började bygga ut infrastrukturen för en andra kanal. 
1961 undertecknade de tyska förbundsländerna ett statsfördrag om att införa en andra TV-kanal: Zweites Deutsches Fernsehen. Tanken var då att starta sändningarna 1 juli 1962 men det hela försenades. Natten 19-20 mars 1963 sändes en första försökssändning från sändaren Feldberg. De reguljära sändningarna startade 1 april 1963. Den 3 juli 1967 premiärsände ZDF liksom ARD färg-TV.
ZDF började sina sändningar från provisoriska studios i Eschborn. Man flyttade senare till ett provisorium i Wiesbaden hos Taunus-Film GmbH. 1964 påbörjades arbetet med ZDF:s huvudkontor i stadsdelen Lerchenberg i Mainz. Hela komplexet stod klart 1974. 1984 stod en utbyggnad klar.

## Program
Främsta nyhetsprogram är Heute (tyska: Idag) och sänds flera gånger under dagen i olika upplagor, Heute Journal och Heute Nacht är exempel på de olika upplagorna. Heute Journal är den ”viktigaste” nyhetssändningen och den sänds oftast 21.45 och leds i de flesta fall av Claus Kleber.
Varje fredag sänds det satiriska nyhetsprogrammet heute-show med Oliver Welke från Köln. 

## Spelfilmer
Bland många spelfilmer som ZDF spelat in, är bland andra filmerna om kommissarie Sperling.

## Kanaler
Kanaler som ZDF sänder
- 3sat
- Phoenix
- Arte
- KI.KA
- FUNK

I det digitala nätet sänder ZDF
- ZDFinfo
- ZDFneo

### Fotnoter
1. ↑  ”Geschichte des ZDF” (på tyska). ZDF. 25 oktober 1963. https://www.zdf.de/zdfunternehmen/geschichte-des-zdf-100.html. Läst 11 januari 2017.